# Louise Lehzen
Johanna Clara Louise Lehzen, född 3 oktober 1784 i Coburg i Sachsen-Coburg-Saalfeld, död 9 september 1870 i Bückeburg i Preussen, var tysk baronessa, guvernant och rådgivare och vän till drottning Viktoria av Storbritannien.

## Biografi
Louise Lehzen var dotter till en luthersk präst. Hon ingick i prinsessan Viktoria av Sachsen-Coburg-Saalfelds hushåll och arbetade som sköterska åt prinsessan Feodora av Leiningen, prinsessans äldsta dotter tillsammans med den förste maken Karl av Leiningen. Prinsessan Viktoria gifte sig sedan med hertigen av Kent, som vid denna tidpunkt var den fjärde i successionsordningen. Hela hushållet flyttade till England 1819 så den nya hertiginnans första barn skull bli född där. Detta barn var en flicka som döptes till "Alexandrina Viktoria" efter modern och sin gudfar tsar Alexander I av Ryssland; hon skulle komma att bli drottning Viktoria. 
Hertigen av Kent avled plötsligt 1820 och kort därefter även hans far kung Georg III. Viktorias farbror, prinsregenten, ärvde tronen som Georg IV. Viktoria var nu tredje person i successionsordningen efter farbröderna hertigen av York och hertigen av Clarence, som båda var äldre och utan legitim avkomma. Som möjlig tronföljare måste Viktoria få en god utbildning, men hertiginnan av Kent var nästan bankrutt då hon ärvt sin makes skulder, och hade därför inte råd att anställa en ny barnsköterska. Feodora var nu 14 år, och behövde inte längre någon guvernant. 
Det var på detta sätt Louise Lehzen kom att få ett sådant anmärkningsvärt inflytande över den unga prinsessan. Hon blev Viktorias guvernant 1824 och fortsatte att ta hand om och undervisa Viktoria även efter att hertiginnan av Northumberland formellt utsetts som guvernant. "Dear, good Lehzen" kom att ha en plats i Viktorias hjärta, större än någon annans, även moderns, hertiginnan av Kents.